# Buit de Taure
El Buit de Taure és una vasta regió d'espai, gairebé buida, situada entre el Supercúmul Perseu-Peixos i el Supercúmul de la Verge. El buit de Taure és únic a causa de la seva relativa proximitat a la Terra i perquè ajuda a definir el límit del Supercúmul Local, el de la Verge. Malgrat la seva proximitat a la Terra, el buit de Taure no està ben estudiat perquè està parcialment enfosquit per la Via Làctia quan es veu des de la Terra. En contrast amb el seu límit ambigu a la secció del cel enfosquit per la Via Làctia, el Buit Taure té un límit molt ben definit amb el Supercúmul Perseu-Peixos.

## Localització
Al cel de la Terra, el Buit de Taure apareix des d'~ 2h40min fins a almenys 4h ar, moment en què està enfosquit per la Via Làctia, i de 5° a 40° dec. Amb la seua frontera en oposició a la Via Làctia, el Buit de Taure forma una frontera diferent amb el Supercúmul Perseu-Peixos. Concretament, el buit està vorejat pels cúmuls de galàxies A400, A426 i A374 dins del supercúmul.
A l'espai 3D, el Buit de Taure resideix entre el supercúmul Perseu-Peixos i el nostre propi supercúmul, el de la Verge. Situant-se entre aquests dos supercúmuls, el Buit de Taure, juntament amb el Buit local, defineixen el límit entre aquests dos supercúmuls (i, fins a cert punt, el Supercúmul de Laniakea, perquè el supercúmul de la Verge és tècnicament una part del supercúmul de Laniakea molt més gran).

## Zona d'elusió
Malgrat la seva proximitat a la Terra, el buit de Taure és un buit difícil d'estudiar perquè s'hi troba darrere de la zona d'elusió (ZOA de l'anglés Zone Of Avoidance) - la zona del cel enfosquida per la Via Làctia. El buit de Taure s'hi troba darrere d'una zona d'extinció elevada.
Com que gran part del Buit de Taure s'hi troba darrere d'una zona d'extinció elevada, els científics s'enfronten a un repte quan intenten determinar la densitat i les dimensions del buit de Taure. El principal problema és que la llum de les galàxies més escasses que n'hi ha darrere de la Via Làctia es pot extingir abans que arribe a la Terra, evitant que els científics observen aquestes galàxies. Això portaria als científics a creure que el buit de Taure és més buit del que és realment, ja que no poden observar les galàxies que hi puguen estar presents.
Això no vol dir que el buit de Taure no siga un buit real. El buit s'ha observat anteriorment en l'espectre infraroig (on n'hi ha menys extinció en primer pla de la Via Làctia) per establir que el buit és realment un buit. A més, n'hi ha hagut altres estudis que han mapejat el buit i altres que han determinat la velocitat d'escapament de galàxies del buit cap a altres supercúmuls. En conjunt, aquests estudis proporcionen una forta evidència que existeix un buit malgrat la dificultat d'observar objectes darrere de la ZOA (zona d'elusió).
Es podrien realitzar més esforços per veure darrere de la ZOA de la Via Làctia, com ara les recerques ALFAZOA i ALFALFA, que podrien realitzar mesures més precises i millorar en el futur le restriccions als paràmetres del buit. Els sondejos, realitzats amb el radiotelescopi d'Arecibo, intentaran buscar llum de galàxies llunyanes que han canviat a una longitud d'ona desplaçada cap al roig, que destacarà en comparació amb el soroll que provoca la zona d'elusió de la Via Làctia. Tot i això, aquestes recerques han limitat l'abast en la direcció nord-sud (declinació), a causa de les restriccions d'operació del telescopi d'Arecibo.